# 1993-as magyar gyeplabdabajnokság
Az 1993-as magyar gyeplabdabajnokság a hatvanharmadik gyeplabdabajnokság volt. A bajnokságban hat csapat indult el, a csapatok három kört játszottak.

## Tabella
| #  | Csapat           | M  | Gy | D | V  | G+ | G- | P  |
| -- | ---------------- | -- | -- | - | -- | -- | -- | -- |
| 1. | Volán SC         | 15 | 12 | 3 | 0  | 45 | 3  | 27 |
| 2. | Építők HC        | 15 | 9  | 2 | 4  | 36 | 14 | 20 |
| 3. | Építők HC Junior | 15 | 6  | 5 | 4  | 21 | 17 | 17 |
| 4. | Budai Pedagógus  | 15 | 3  | 4 | 8  | 23 | 37 | 10 |
| 5. | Tabán SE         | 15 | 3  | 4 | 8  | 11 | 27 | 10 |
| 6. | Novitax SE       | 15 | 2  | 1 | 12 | 11 | 49 | 5  |

* M: Mérkőzés Gy: Győzelem D: Döntetlen V: Vereség G+: Ütött gól G-: Kapott gól P: Pont